# ペピータ
ペピータ（Pepita）ことルイス・ガブリエル・ワシントン（Luiz Gabriel Washington, 1988年2月8日 - ）は、ブラジル・ペルナンブーコ州レシフェ出身のフットサル選手。フットサルブラジル代表。ポジションはアラであり、強烈なシュートが持ち味である。

## 経歴
2017年3月30日、Fリーグの名古屋オーシャンズに移籍した。なお、2017年まで名古屋オーシャンズに在籍していたセルジーニョとは17歳の頃からの知り合いである。2017年5月に開催されたFリーグ オーシャンカップ第1戦で、左膝前十字靭帯を断裂して全治6カ月の重傷を負った。これによって2017-18シーズンのFリーグにはデビューすることもなく全休することとなった。なおペピータの負傷後、名古屋オーシャンズはヴァルチーニョとルイジーニョを獲得している。ラファを含めると外国人枠が埋まってしまった関係もあり、リハビリ後には名古屋オーシャンズサテライトの試合にも出場した。
2018-19シーズンにFリーグデビューした。このシーズンは32試合に出場して、リーグ5位・チーム3位の24得点を挙げた。このシーズンのFリーグで名古屋オーシャンズは2連覇を達成した。2019年にはAFCフットサルクラブ選手権で優勝し、自身は大会ベスト5に選出された。2019-20シーズンは31試合に出場して得点ランキング2位の37得点を挙げ、最優秀選手賞とベスト5を受賞した。
2022年3月、名古屋オーシャンズを退団した。Fリーグでは107試合に出場して105得点を挙げた。

## 所属クラブ
- 2009-2010  サン・ジョゼ
- 2011-2012  ADCインテリ
- 2012-2013  ADジャラグア
- 2014  ディナモ・モスクワ
- 2014-2016  コリンチャンス
- 2017.3-2022.3  名古屋オーシャンズ
- 2022-  コロナ・ジョインビリ

## タイトル
クラブ
- Fリーグ (5) : 2017-18, 2018-19, 2019-20, 2020-21, 2021-22
- JFA 全日本フットサル選手権大会 (2) : 2018, 2019
- Fリーグ オーシャンカップ (3) : 2017, 2018, 2019
- AFCフットサルクラブ選手権 (1) : 2019

個人
- Fリーグ最優秀選手賞 (2) : 2019-20, 2020-21
- Fリーグベスト5 (3) : 2019-20, 2020-21, 2021-22
- Fリーグ最優秀選手賞 (1) : 2020-21
- AFCフットサルクラブ選手権ベスト5 (1) : 2019

## 個人成績
| 国内大会個人成績 | 国内大会個人成績 | 国内大会個人成績 | 国内大会個人成績 | 国内大会個人成績 | 国内大会個人成績 | 国内大会個人成績 | 国内大会個人成績 | 国内大会個人成績 | 国内大会個人成績 | 国内大会個人成績 | 国内大会個人成績 |
| 年度             | クラブ           | 背番号           | リーグ           | リーグ戦         | リーグ戦         | リーグ杯         | リーグ杯         | オープン杯       | オープン杯       | 期間通算         | 期間通算         |
| 年度             | クラブ           | 背番号           | リーグ           | 出場             | 得点             | 出場             | 得点             | 出場             | 得点             | 出場             | 得点             |
| 日本             | 日本             | 日本             | 日本             | リーグ戦         | リーグ戦         | オーシャン杯     | オーシャン杯     | 全日本選手権     | 全日本選手権     | 期間通算         | 期間通算         |
| ---------------- | ---------------- | ---------------- | ---------------- | ---------------- | ---------------- | ---------------- | ---------------- | ---------------- | ---------------- | ---------------- | ---------------- |
| 2017-18          | 名古屋           | 8                | Fリーグ          | 0                | 0                |                  |                  |                  |                  |                  |                  |
| 2018-19          | 名古屋           | 8                | Fリーグ          | 32               | 24               |                  |                  |                  |                  |                  |                  |
| 2019-20          | 名古屋           | 8                | Fリーグ          | 31               | 37               |                  |                  |                  |                  |                  |                  |
| 通算             | 日本             | 日本             | Fリーグ          | 32               | 24               |                  |                  |                  |                  |                  |                  |
| 通算             | 日本             |                  |                  |                  |                  |                  |                  |                  |                  |                  |                  |
| 総通算           |                  |                  |                  |                  |                  |                  |                  |                  |                  |                  |                  |